# 凸脉冬青
凸脉冬青（学名：Ilex kobuskiana）为冬青科冬青属的植物。分布在越南以及中国大陆的海南、广东等地，生长于海拔550米至1,550米的地区，多生长在山坡常绿阔叶林中，目前已由人工引种栽培。